# McNab
McNab város az USA Arkansas államában, Hempstead megyében. Lakosainak száma 30 fő (2020. április 1.).

## Népesség
A település népességének változása:
| Lakosok száma | 271  | 37   | 68   | 30   |
|               | 1910 | 2000 | 2010 | 2020 |